# Lignan-de-Bazas
Lignan-de-Bazas ist eine französische Gemeinde mit 403 Einwohnern (Stand 1. Januar 2022) im Département Gironde in der Region Nouvelle-Aquitaine. Sie gehört zum Kanton Le Sud-Gironde und zum Arrondissement Langon. 
Sie grenzt im Norden an Le Nizan, im Osten an Bazas, im Südosten an Marimbault, im Südwesten an Pompéjac und im Westen an Uzeste.

## Bevölkerungsentwicklung
| Jahr      | 1962 | 1968 | 1975 | 1982 | 1990 | 1999 | 2008 | 2015 |
| --------- | ---- | ---- | ---- | ---- | ---- | ---- | ---- | ---- |
| Einwohner | 264  | 215  | 234  | 219  | 236  | 245  | 259  | 381  |

## Sehenswürdigkeiten

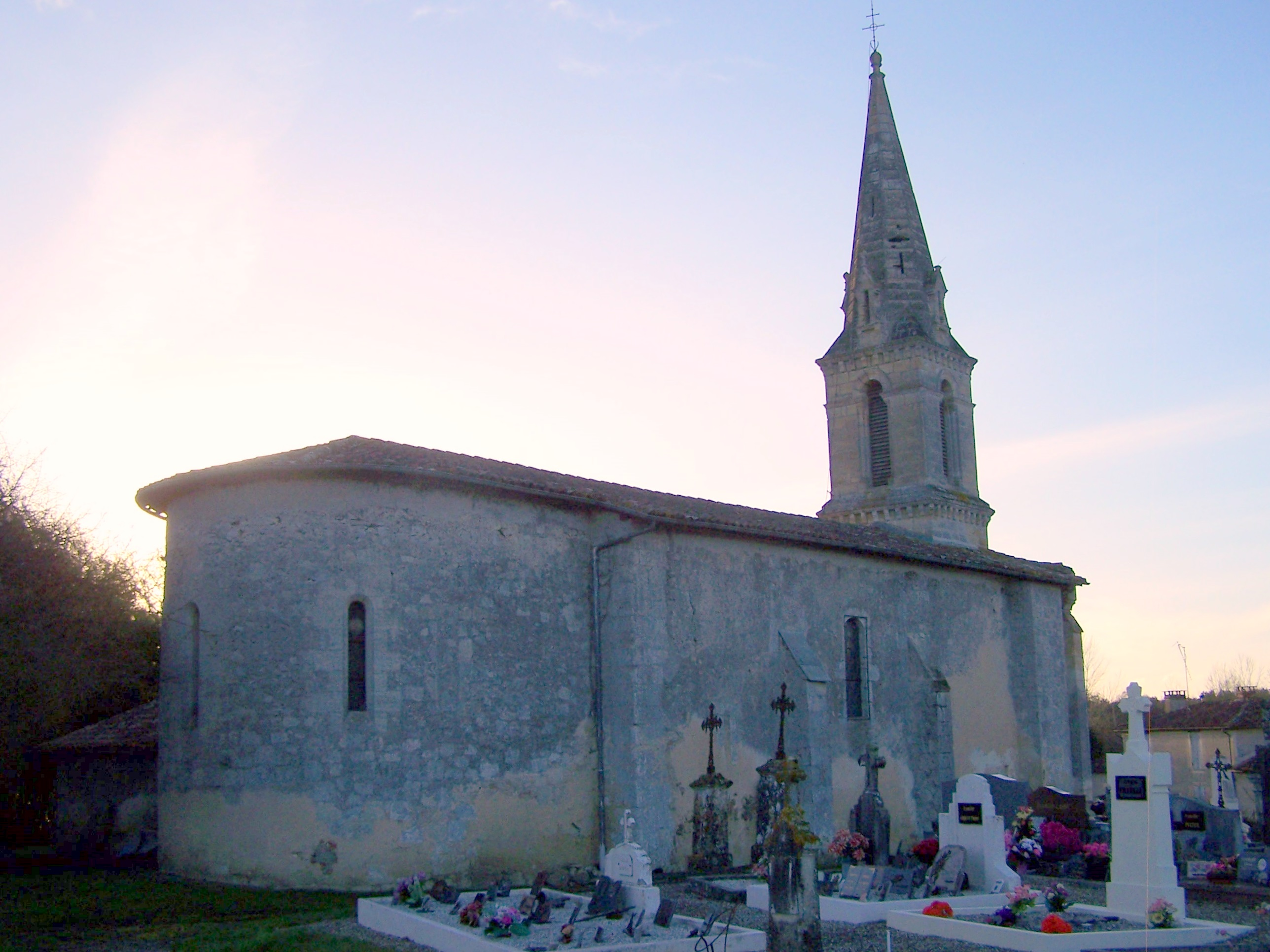
Kirche Saint-Vincent

- Kirche Saint-Vincent